# JTBC 토일 드라마
JTBC 토일 드라마는 매주 토요일부터 일요일 오후 10시 30분에 방송 중인 드라마 프로그램이다.

## 개요
미니 시리즈 드라마 형식으로 방송 중이다.

## 방송 시간
| 방송 채널 | 방송 기간                           | 방송 시간                           | 방송 분량 |
| --------- | ----------------------------------- | ----------------------------------- | --------- |
| JTBC      | 2021년 9월 4일 ~ 2022년 11월 13일   | 매주 토요일 ~ 일요일 오후 10시 30분 |           |
| JTBC      | 2023년 1월 7일 ~ 현재               | 매주 토요일 ~ 일요일 오후 10시 30분 |           |
| JTBC      | 2022년 11월 18일 ~ 2022년 12월 25일 | 매주 금요일 ~ 일요일 오후 10시 30분 |           |

## 프로그램 리스트
- 아래 프로그램은 2002년 11월 이후 시청 가능 연령을 표시한 드라마 프로그램 등급 제도를 의무적으로 시행하여 현재까지 이어지고 있습니다.
- 2017년 3월 1일부터 TV 프로그램 등급 표시 외에 주제, 폭력성, 선정성, 언어, 모방 위험 등 분류 사유 표시를 의무적으로 시행하고 있습니다.

### 2020년대

#### 2021년
- 《인간실격》 : 2021년 9월 4일 ~ 2021년 10월 24일 (10주년 특별 기획 드라마로 방송)
- 《구경이》 : 2021년 10월 30일 ~ 2021년 12월 12일
- 《설강화: snowdrop》 : 2021년 12월 18일 ~ 2022년 1월 30일

#### 2022년
- 《기상청 사람들: 사내연애 잔혹사 편》 : 2022년 2월 12일 ~ 2022년 4월 3일
- 《나의 해방일지》 : 2022년 4월 9일 ~ 2022년 5월 29일
- 《클리닝 업》 : 2022년 6월 4일 ~ 2022년 7월 24일
- 《모범형사 2》 : 2022년 7월 30일 ~ 2022년 9월 18일
- 《디 엠파이어 : 법의 제국》 : 2022년 9월 24일 ~ 2022년 11월 13일
- 《재벌집 막내아들》 : 2022년 11월 18일 ~ 2022년 12월 25일 (금토일 드라마로 방송)

#### 2023년
- 《대행사》 : 2023년 1월 7일 ~ 2023년 2월 26일
- 《신성한, 이혼》 : 2023년 3월 4일 ~ 2023년 4월 9일
- 《닥터 차정숙》 : 2023년 4월 15일 ~ 2023년 6월 4일
- 《킹더랜드》 : 2023년 6월 17일 ~ 2023년 8월 6일
- 《힙(HIP)하게》 : 2023년 8월 12일 ~ 2023년 10월 1일
- 《힘쎈여자 강남순》 : 2023년 10월 7일 ~ 2023년 11월 26일
- 《웰컴투 삼달리》 : 2023년 12월 2일 ~ 2024년 1월 21일

#### 2024년
- 《닥터 슬럼프》 : 2024년 1월 27일 ~ 2024년 3월 17일
- 《하이드》 : 2024년 3월 23일 ~ 2024년 4월 28일
- 《히어로는 아닙니다만》 : 2024년 5월 4일 ~ 2024년 6월 9일
- 《낮과 밤이 다른 그녀》 : 2024년 6월 15일 ~ 2024년 8월 4일
- 《가족X멜로》 : 2024년 8월 10일 ~ 2024년 9월 15일
- 《정숙한 세일즈》 : 2024년 10월 12일 ~ 2024년 11월 17일
- 《옥씨부인전》 : 2024년 11월 30일 ~ 2025년 1월 26일

#### 2025년
- 《협상의 기술 (자막)》 : 2025년 3월 8일 ~ 2025년 4월 13일
- 《천국보다 아름다운》 : 2025년 4월 19일 ~ 2025년 5월 25일
- 《굿보이 (자막)》 : 2025년 5월 31일 ~ 2025년 7월 20일
- 《에스콰이어: 변호사를 꿈꾸는 변호사들》: 2025년 8월 2일 ~

## 경쟁 프로그램
- KBS 2TV 토일 드라마
- MBC 토일 드라마
- MBN 토일 드라마
- 채널A 토일 드라마
- TV조선 토일 드라마
- tvN 토일 드라마
- ENA 토일 드라마